# Isak Férriz
Isaac «Isak» Férriz Álvaro (Andorra la Vella, 20 de junio de 1979) es un actor y director andorrano que ha desarrollado su carrera entre Barcelona y Madrid. Se formó como actor en la Escuela de Teatro de Nancy Tuñón en Barcelona.

## Filmografía como actor

### Series de televisión
- Asalto al Banco Central (2024).... como comisario Francisco
- El cuerpo en llamas (2023).... como Javi
- Libertad (2021).... como Aceituno
- Gigantes (2018)
- Black Sails (2016).... cap.3*5 como Exsoldado de los Tercios/Pirata
- Cites (2015).... como Martín
- Ciega a citas (2014).... como Matías
- Bandolera (2011–2012).... como Roberto Pérez/Roberto Montoro
- Física o Química (2010).... como Luis Parra, padre de Teresa
- 90-60-90, diario secreto de una adolescente (2009).... como Domenico Maldini
- Los hombres de Paco (2009) ... como Fran
- Águila Roja (2009).... como Íñigo
- Ell@s (2009)
- LEX (2008).... como Marc Ledesma
- Ventdelplà (2007-08).... como Ferrán
- Mar de fons (2007).... un capítulo
- Majoria absoluta (2003).... un capítulo
- Temps de silenci (2001-02).... como Noi X
- Hospital Central (2002).... como Santi
- Compañeros (2002).... como Pinzas
- Al salir de clase (2000).... como Carmelo
- Laberint d'ombres (1999-00).... como Roman

### Películas
- Lo carga el diablo (2024).... como Simón
- Infiesto (película) (2023)…. como Inspector Samuel Garcia
- Bajocero (2021).... como Montesinos
- Lobos sucios (2015).... como Miguel
- El cónsul de Sodoma (2009).... como Pep
- Trash (2009).... como Óscar
- Mi dulce (2001).... como Willy
- Anita no pierde el tren (2001).... como Dependiente

### TV movies
- L'eden (2010).... como Enric
- Rhesus (2009).... como Moisés Alonso
- Serrallonga (2008).... como Joan Sala Serrallonga

### Teatro
- La nostra classe (2012).... de Tadeusz Slobodzianek, dirigida por Carme Portacelli
- El vigilant (2013).... de Natacha de Pontcharra, dirigida por Ester Nadal

## Filmografía como director
- Alba (2012).... Cortometraje
- Una de guerra... (2010).... Espectáculo audiovisual
- De buena mañana (2006).... Cortometraje / Premio del Público Festival Mecal 2007

### Premios
- (2007) Premio del Público en el Festival Mecal por el cortometraje De buena mañana
- (2011) Nominado en los Premios Magazine, categoría: Mención Especial del Público